# 里尔圣弥额尔堂
里尔圣弥额尔堂（Église Saint-Michel）是一座罗马天主教教堂，位于法国北部省里尔市中心的菲利普·勒邦广场（Place Philippe Lebon）。
服务此处的地铁站是共和国-美术馆站（République - Beaux-Arts）。

## 历史
里尔圣弥额尔堂的建造背景，是法兰西第二帝国时期里尔扩大，吞并郊区。其中包括开辟菲利普·勒邦广场，在广场上建造圣弥额尔堂。1868年进行了教堂的设计竞赛。获胜者是建筑师 阿尔弗雷德·科塞尔。教堂建于1869年至1874年。
该教堂由里尔市拥有，最近修复。经过大量工作，石头恢复了美丽的色泽，并进行了深入的清洁。

## 建筑
里尔圣弥额尔堂属于罗马风-拜占庭法国，拥有石灰石建造的钟楼。

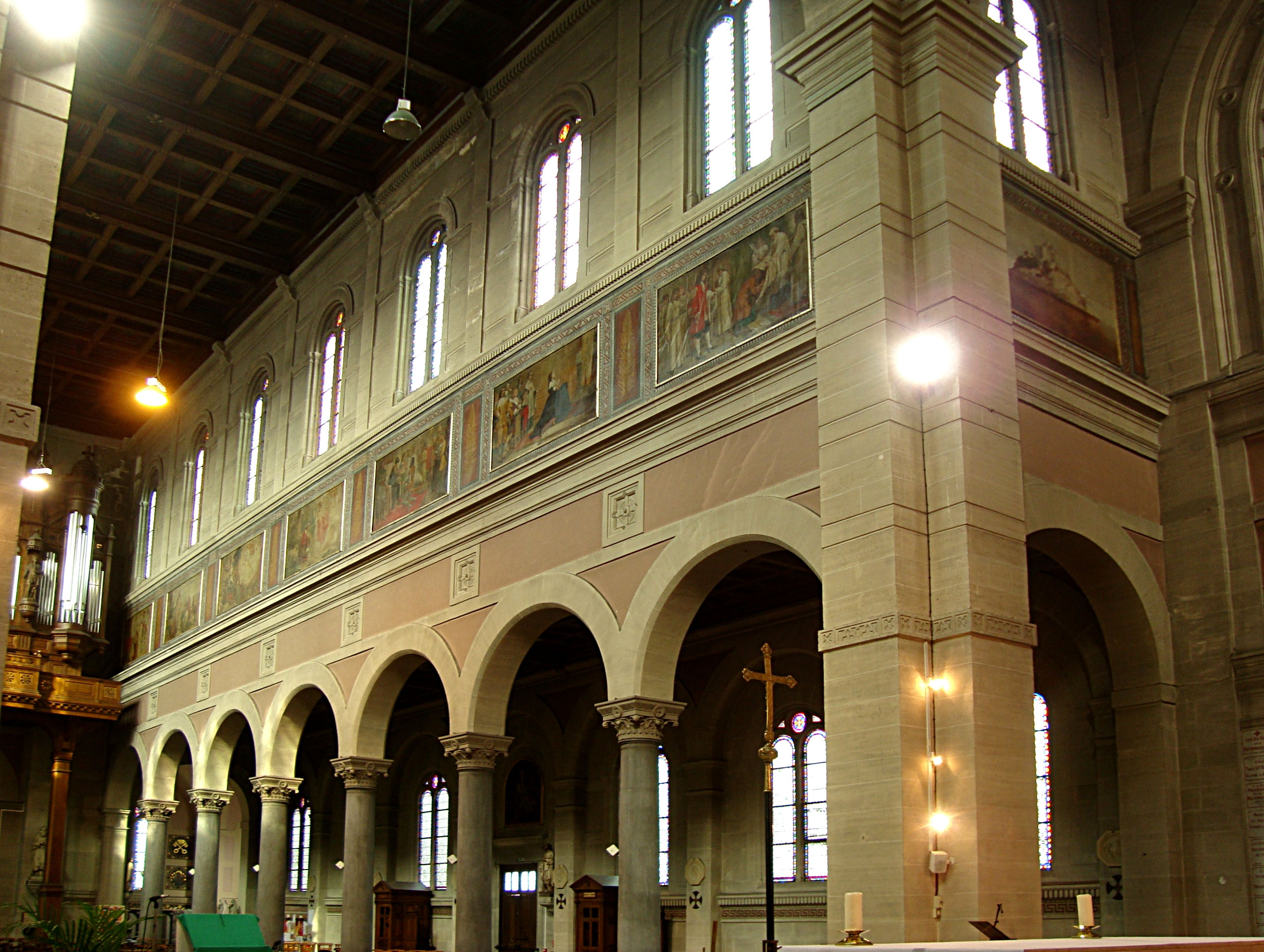

咏经席的两侧装饰着壁画，由阿方斯·科拉斯创作，描绘的是十二使徒。这里的祭坛上面有五扇花窗玻璃。中间是圣母子，和两个天使，左边是圣若瑟，右边是圣若翰洗者。花窗玻璃上方的壁画，则描绘了天使环绕的基督。

## 仪式
里尔圣弥额尔堂和里尔圣心堂（Église du Sacré-Cœur de Lille）都是五旬节圣母（Notre-Dame-de-Pentecôte）堂区的一部分。
从星期一到星期五，弥撒在晚上7点庆祝。主日弥撒在上午10：30和晚上7点举行。

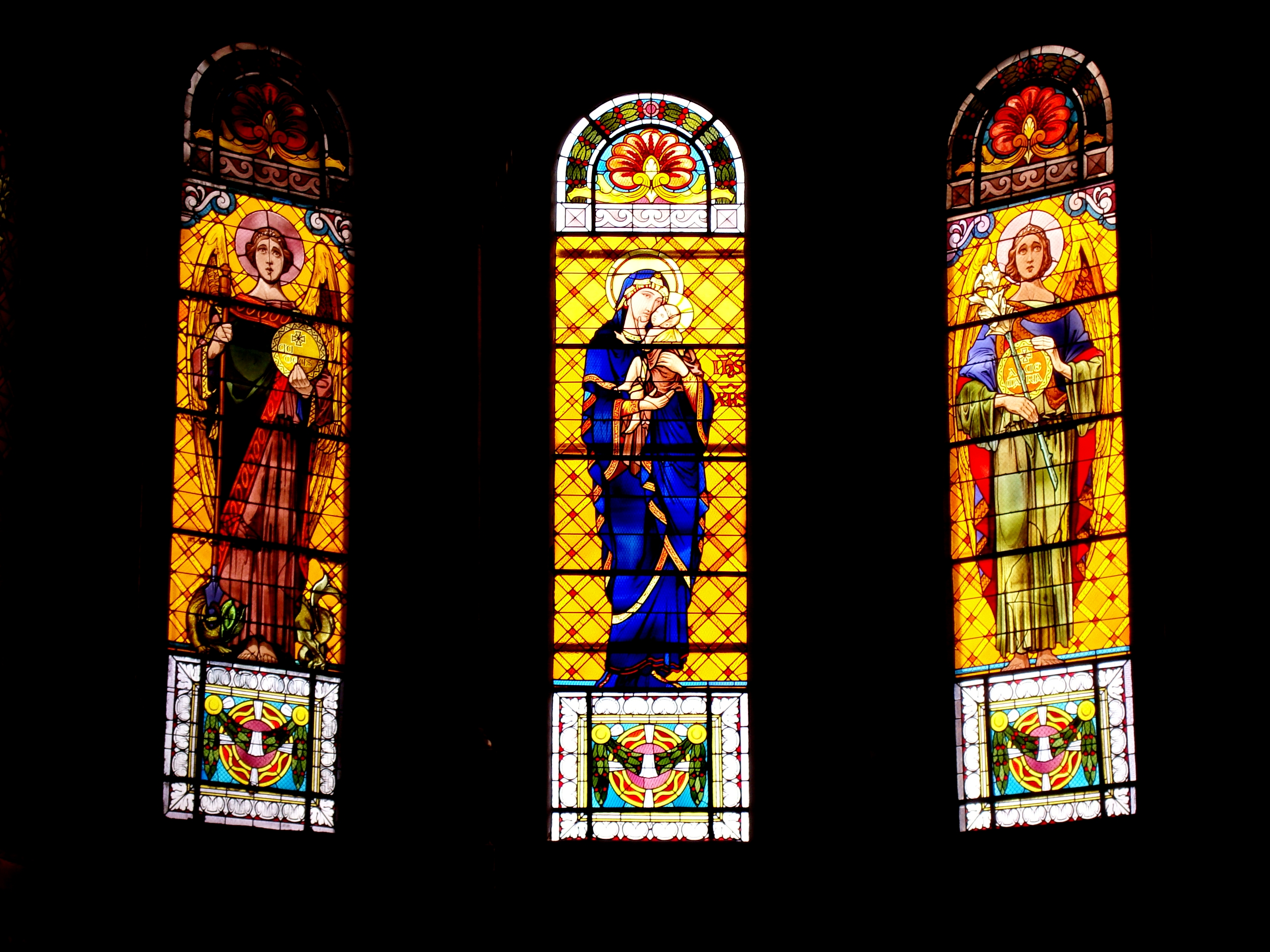